# Xosé Fortes Bouzán
Xosé Fortes Bouzán (Caroi, Cerdedo-Cotobade, 28 de desembre de 1934) és un militar i historiador gallec. Fundador de la Unió Militar Democràtica (UMD), va ser empresonat i expulsat de l'Exèrcit. En 1987 va reingressar en l'exèrcit amb la graduació de coronel.

## Biografia
En 1975, quan era capità d'infanteria, va ser detingut i processament per pertànyer a la Unió Militar Democràtica (UMD), organització clandestina, fundada al final del franquisme, amb l'objectiu de democratitzar les Forces Armades i enderrocar la dictadura. Acusat de "conspiració per a la rebel·lió", va ser condemnat a quatre anys de presó.
Orfe de pare, mort durant la guerra civil espanyola, el 1952 va ingressar a l'Acadèmia General Militar de Saragossa. Llicenciat en Filosofia i Lletres, després de ser expulsat de l'exèrcit, exerceix la docència a Pontevedra, impartint classes d'història a l'IES A Xunqueira II de Pontevedra. És pare del periodista Xabier Fortes i l'escriptora Susana Fortes.
Va ser director de la primera revista infantil i juvenil en gallec: Vagalume (1976).
Es va presentar a les eleccions municipals espanyoles de 1979 com a independent, dins de la llista d'Unidade Galega –formació nacionalista i esquerrana–, resultant triat regidor de l'Ajuntament de Pontevedra i assumint el càrrec de tinent d'alcalde d'Urbanisme de la primera corporació democràtica. Posteriorment fundaria el partit Irmandade Galega, amb el qual concorreria a les urnes.
En 1987 reingressa en l'exèrcit amb la graduació de coronel, en virtut de la Llei de rehabilitació dels militars, aprovada al desembre.
Col·laborador habitual en la premsa gallega, en els anys vuitanta va dirigir el programa de ràdio Historia viva. Posteriorment, va participar en la sèrie de televisió Os Viaxeiros da luz, 1991. Entre 1998 i 2005 va ser coordinador a Pontevedra dels cursos d'estiu de la Universitat Internacional Menéndez Pelayo.
En 2007 va interpretar a un general franquista en la pel·lícula Los girasoles ciegos del cineasta José Luis Cuerda.

## Distincions
El 2009 va rebre la Medalla al Mèrit Militar del Ministeri de Defensa.

## Obra
en gallec
- O Instituto de Pontevedra (Diputació de Pontevedra, 1997). Amb María Carmen Castelo Tettamancy. ISBN 84-88363-96-6
- Caroianos. Unha viaxe pola nosa historia rural (2008).
- Terra de Cotobade (Editorial Guiverny, 2015). ISBN 978-84-939449-9-5

en castellà
- El ejército y la política en el reinado de Isabel II (tese de licenciatura, 1970).
- Qué son las Fuerzas Armadas (1977).
- Proceso a nueve militares demócratas: las fuerzas armadas y la UMD (1983).
- La Ría de Pontevedra (1986).
- Galicia y el mar (1993).
- Historia de la ciudad Pontevedra (1993, La Voz de Galicia).
- Pontevedra en el espejo del tiempo (1995).
- Pontevedra: Burgo, villa, capital (2011)